# 佐紀陵山古墳

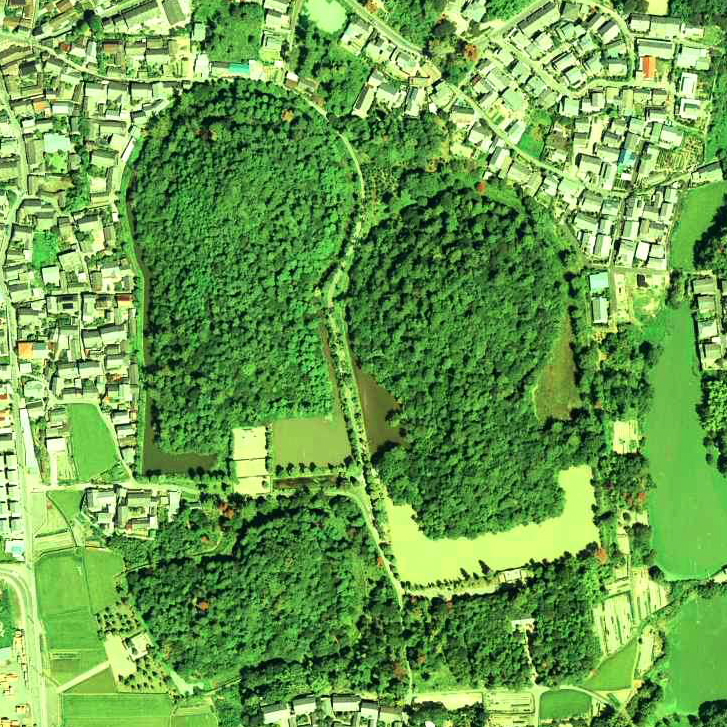
佐紀石塚山古墳（左上）、佐紀陵山古墳（右上）、佐紀高塚古墳（左下）（1979年）

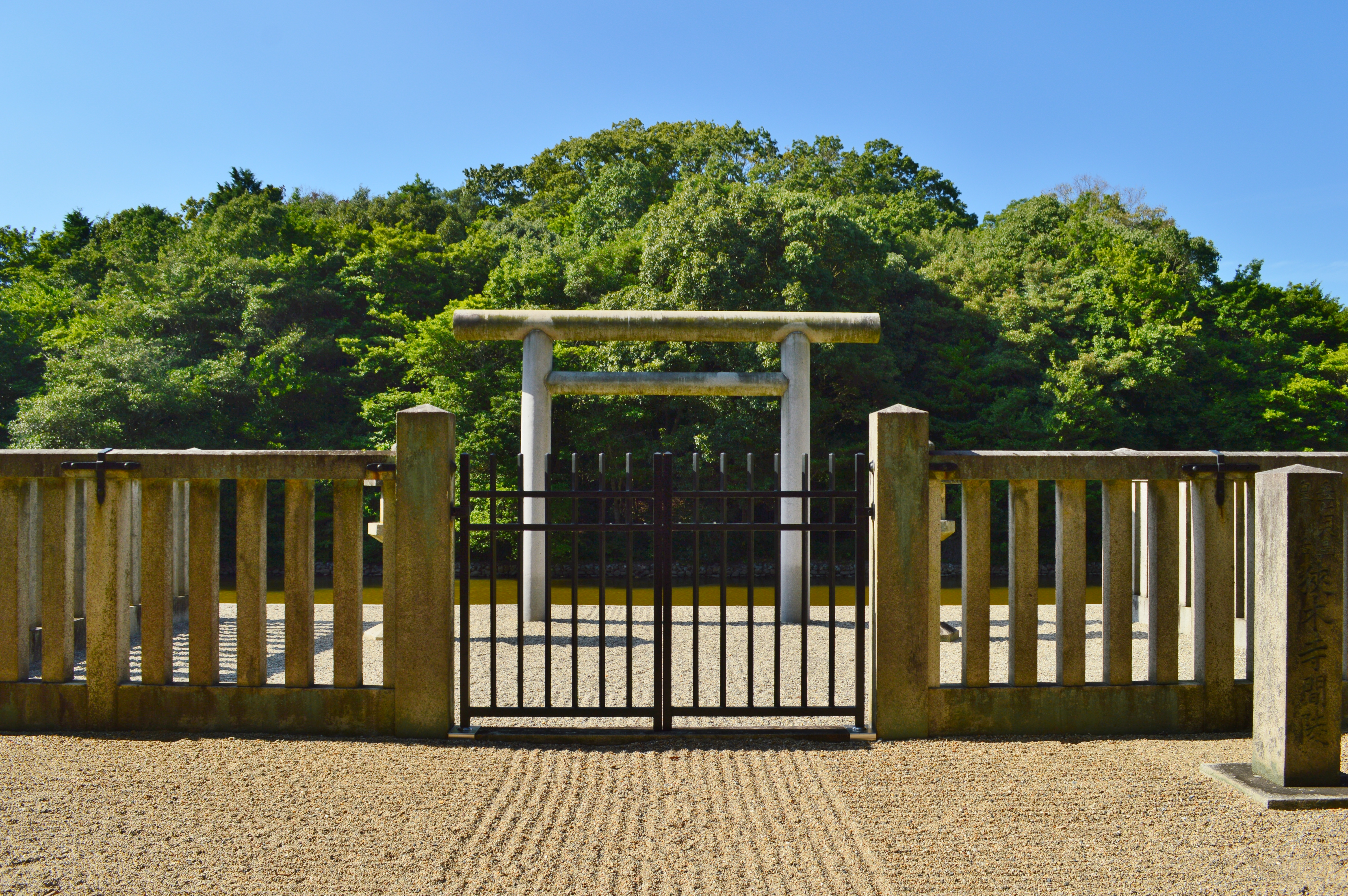
日葉酢媛命狭木之寺間陵 拝所

佐紀陵山古墳（さきみささぎやまこふん）は、奈良県奈良市山陵町にある古墳。形状は前方後円墳。佐紀盾列古墳群を構成する古墳の1つ。
実際の被葬者は明らかでないが、宮内庁により「狭木之寺間陵（さきのてらまのみささぎ、狹木之寺間陵）」として第11代垂仁天皇皇后の日葉酢媛命の陵に治定されている。大正時代に盗掘事件が発生し、それに伴って当時としてはかなりの規模の調査が実施されたとされる。

## 概要
殉死のかわりに初めて埴輪を御陵に立てたという説話が日本書紀に記されているのがこの古墳ではないかとされている。すぐに西側に接して築かれている佐紀石塚山古墳のくびれ部に佐紀陵山古墳の後円部がくい込んだ配置になっている。このため佐紀石塚山古墳の周濠は極端に狭くなっており、佐紀陵山古墳の方が先に築かれたことが推定されている。全長207メートル、前方部幅約87メートル、後円部径131メートル、前方部高さ12.3メートル、後円部高さ約20メートルの規模の三段に築成された古墳である。
1915年（大正4年）に大がかりな盗掘をうけ、遺物が持ち出された。この事件はそののち犯人が検挙され、出土遺物は回収されている。翌年に宮内省により、復旧工事が行なわれ、それに伴い、陵墓という性格から大きな制約があったと推察されるものの、石室付近と出土遺物に関するかなり詳細な調査と記録の作成がなされたようである。

### 盗掘事件復旧工事に伴う調査
当時の復旧工事記録の大部分は宮内省本省にあったため、関東大震災で焼失したが、その記録のかなりの部分の写しを出土品の調査、整理にあたった京都大学考古学教室の梅原末治が手元に残しており、それが宮内庁書陵部に保管されている。また、出土遺物は復旧のさいに石室内に埋め戻されたが、写真や拓本、寒天型より作成された石膏模造品などにして残されている。復旧工事に伴う調査には梅原以外にも当時、東京帝室博物館（現在の東京国立博物館、当時は宮内省の管轄であった）に勤務していた和田千吉という考古学者も参加し、後円部頂上の埴輪を樹立した埋葬施設の復原図の試案なども作成していたという。

### 石室構造
後円部頂上中央に存在する方形区画の真下につくられた竪穴式石室は、主軸をほぼ南北に持ち、長さ8.55メートル、幅1.09メートルという巨大なものである。その構築法は東西の長い側壁は扁平な割石を小口積みするもので普通の竪穴式石室とかわらないが、南北の短い側壁は大きな一枚石でつくられており、しかもこの石の上半中央部には孔が開けられていた。このような石室例は大阪府柏原市の松岳山古墳にその類例がみられるだけで、きわめて特異なものである。また、内部には長大な木棺を蔵していたと推測される（調査当時は腐朽し消滅）。この石室の天井石5枚あって、それぞれ前後の短側石に縄突起を付けていた。このような縄突起は古墳時代中期になると長持形石棺の蓋石や長側石に付けられることが多い。さらに、この天井石の上に屋根形をした石棺の蓋のように見える大型の石が置かれており、表面に直線の平行文様が線刻されている。魔除けの一種として施されたものではないかと考えられる。

### 石室付近の埴輪群
石室上部は2メートルほどに土を盛って小さな円形の盛土を造り、その上に7 - 8個のキヌガサ形埴輪と数個の盾形埴輪を立てていた。とくに土檀中央の最高所に立てられたキヌガサ形埴輪は大きく、稀に見る丁寧さで作られていた（高さ1.5メートル、横幅2メートル）。キヌガサの上部には、複雑な直弧文が一周しさらに四個の突出した部分（ヒレ）をも直弧文で飾っていた。盾形埴輪も丁寧な作りで木製の盾を模したものと推測され、周縁全部と中央の二本の横帯をやはり直弧文で飾っていた。なお、盾形埴輪は高さ108センチメートル、最大幅80センチメートルである。これらの一部は石膏模型にされて東京国立博物館（当時は帝室博物館）に残されている。

### 出土遺物と年代
石室内からの出土遺物としては
1. 銅鏡は流雲文縁変形方格規矩鏡仿製鏡、唐草文縁変形方格規矩鏡、直弧文縁変形内行花文鏡があるが、これらの三面は32センチメートル - 34センチメートルの直径があり、舶載鏡（中国鏡）よりかなり大きく製作された仿製鏡で、石膏模型、写真、拓本が残っている。また写真ではこの他に平縁式四獣鏡があり、これ以外にも1もしくは2面の鏡があったようであるが、他の古墳から盗掘したものを犯人が所持していた可能性もあるという。
2. 石製腕飾り類は車輪石３、鍬形石3、石釧1があった。
3. 石製模造品には刀子3、斧1、高坏2、椅子1がある。
4. 他には管玉1、琴柱形石製品、石製臼1などが出土している[7][8]。

以上、埴輪や石室内の遺物の構成から見て古墳時代前期でも終わりに近い年代が考えられるという。

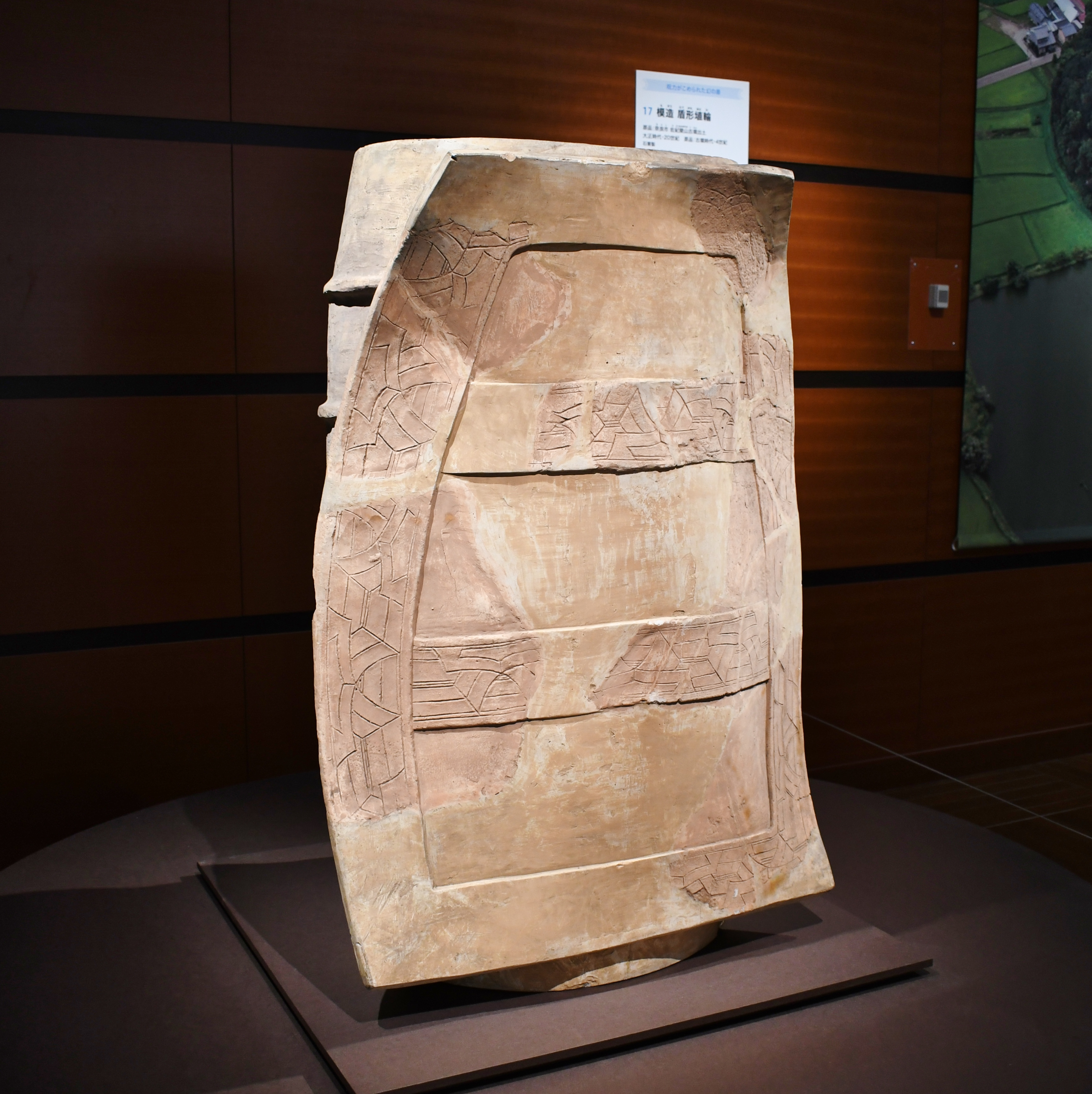
盾形埴輪（模造） 九州国立博物館特別展示時に撮影。

### 各地の佐紀陵山型古墳
佐紀陵山古墳と相似形の古墳は、五色塚古墳（兵庫県）・膳所茶臼山古墳（滋賀県）・御墓山古墳（三重県）・摩湯山古墳（大阪府）など各地で知られる。これら「佐紀陵山型」前方後円墳が畿内を取り囲むように分布することから、この4世紀後半当時に畿内制的な領域支配が存在したとする説がある。